# Max Bense
Max Bense (Estrasburg, 1910 - Stuttgart, 1990) va ser filòsof, matemàtic, físic i escriptor. Durant molts anys exercí com a professor de filosofia de la tècnica, teoria de la ciència i lògica matemàtica a la Universitat Tècnica de Stuttgart.

## Biografia
Va viure a Estrasburg amb els seus pares en les casernes del General Foch. El seu pare era sergent, amb l'entrada de les tropes franceses al novembre de 1918 la família va haver de deixar Estrasburg i traslladar-se a Nordgermersleben a prop de Magdeburg, d'on era originari el pare. Va estudiar matemàtiques, física, geologia, mineria i filosofia en les Universitats de Bonn, Colònia i Basilea. Finalitzada la II Guerra Mundial en 1948 la seva actitud crítica amb el règim comunista li va induir a traslladar-se a l'oest d'Alemanya. Va impartir moltíssimes conferències en les universitats alemanyes d'Ulm, Hamburg i altres, així com al Brasil, Mèxic, Espanya, Japó, Israel i Estats Units.
- 1937 Es va doctorar a Bonn, amb una tesi dirigida per Oskar Becker sobre mecànica quàntica i relativitat de l'existència.
- 1938 Ajudant científic (física) en IG Farben, Leverkusen.
- 1941 Va treballar com a físic i matemàtic en el laboratori de freqüència de Doctor Hollmann a Berlín.
- 1945 Es va iniciar com a docent en la Universitat de Jena.
- 1949 Es va incorporar a l'Escola d'Alts Estudis de Stuttgart com a professor de filosofia, tecnologia, teoria científica i lògica matemàtica, però no va assolir la plaça fins al 1963 on va romandre fins a 1976.
- 1958 fins a 1978 és la figura clau de l'Escola de Stuttgart.
- 1967 Va fundar la revista Semiosis, de la qual va estar el seu editor.

A Stuttgart va crear un ampli cercle d'activitats, relacionades amb l'art, la investigació, la producció cultural i l'ocupació innovadora de la tecnologia (Kosmotechnischen Gesellschaft). Pensador d'ampli recorregut teòric, amb una rica i variada formació. Obert a la innovació tecnològica, els seus estudis parteixen d'una òptica neopositivista, indaguen en l'art i estètica, la cibernètica i comunicació, la filosofia i semiologia… En la seva obra apareixen trets i influències d'autors com Charles Sanders Peirce, Norbert Wiener, Claude Shannon, etcètera. Tracta de conjuminar les ciències de l'esperit i les ciències exactes a través del binomi art-tecnologia.

## Publicacions
- 1934 Raum und ich. Eine Philosophie über den Raum. L'espai i jo.
- 1946 Konturen einer Geistesgeschichte der Mathematik, II. Die Mathematik und die Kunst. Una història intel·lectual de les matemàtiques.
- 1949 Technische Existenz. Existència tècnica.
- 1950 Literaturmetaphysik. Der Schriftsteller in der technischen Welt. Metafísica i literatura.
- 1952 Plakatwelt. El món de la publicitat.
- 1952 Die Theorie Kafkas.Teories de Kafka.
- 1954 Aestetica [I]. Metaphysische Beobachtungen am Schönen. Estètica [I] Observacions metafísiques sobre la bellesa.
- 1957 Estètica de la informació.
- 1958 Aestetica [III]
- 1960 Aestetica [IV]Programmierung des Schönen. Allgemeine Texttheorie und Textästhetik.
- 1962 Theorie der Texte. Eine Einführung in neuere Auffassungen und Methoden 1965 Aesthetica. Einführuung in die neue Aesthetik. Una introducció a la Nova Estètica.
- 1969 Einführung in die informationstheoretische Aesthetik. Introducció a la informació teòrica de l'estètica.
- 1971 Zeichen und Design. Semiotische Aesthetik.
- 1979 Die Unwahrscheinlichkeit des Aesthetischen und die semiotische Konzeption der Kunst. La improbabilitat de l'estètica i la concepció.
- 1986 La suma de perspectives semiòtiques.
- 1992 Die Eigenrealität der Zeichen. L'autorealitat dels signes.

## Articles
"Über den Essay und seine Prosa" publicat en la revista Merkur (vol. I, 3) l'any 1947 ha estat traduït al català per Marc Jiménez Buzzi com "L'assaig i la seva prosa".(L'Espill núm. 22, 2006)